# イオナ・ニキチェンコ
イオナ・チモフェーエヴィチ・ニキチェンコ（露: Иона Тимофеевич Никитченко、1895年6月28日 - 1967年4月22日）は、ソビエト連邦の政治家、軍人。最終階級は陸軍少将。ソビエト連邦最高裁判所副長官や、ニュルンベルク裁判ソ連正判事を務めた。

## 経歴
ニキチェンコは1895年6月28日にロシア帝国ドン軍管州（現ロストフ州）の百姓の家に生まれる。1908年、出身地であるトゥスルコフの農業学校を卒業し、次いでノヴォチェルカッスクの上級学校へ進学した。卒業後はノヴォチェルカッスクの土地調査に携わったり、実家の農業を手伝ったりしながら働いていた。ドン軍管州に位置していた工科大学に在籍していたこともあるが、卒業はしていない。
1916年にロシア社会民主労働党へ入党。1917年にロシア革命が起こると、ニキチェンコは11月から1918年2月までノヴォチェルカッスクの赤衛隊で活動した。3月からは第1ドン革命連隊に所属し、ノヴォチェルカッスク付近での戦闘に加わっている。その後、サラトフで人民委員を務めた。同年12月から1920年2月にかけて、赤軍第4軍の情報通信将校やサマーラに置かれていた南部軍に勤務している。途中、1919年3月にはウラルでの戦闘に参戦した。
1920年2月から1ヵ月間トルキスタン軍管区の政治執行委員を務めた。共和国革命軍事会議議員を経て、5月からはセミレチエ州の軍事法廷副議長に就任。1924年にはモスクワ軍管区の軍事法廷へ異動した。1936年から1938年までの大粛清では、ヨシフ・スターリンによる公開裁判の裁判官となり、グリゴリー・ジノヴィエフやレフ・カーメネフなどを裁いた。

### ニュルンベルク裁判
ニキチェンコは、国際軍事裁判所憲章にソ連代表として署名。ニュルンベルク裁判ではソ連正判事として参加したが、はなからニキチェンコのナチス・ドイツに対する偏見は明白であったとされる。彼はヒャルマル・シャハト・フランツ・フォン・パーペン・ハンス・フリッチェの無罪に異議を唱えており、ルドルフ・ヘスへは当初死罪を考えていた。ヘスはナチス・ドイツの副総統を務めていた人物であったため死刑が妥当としていたが、ヒトラー内閣やドイツ軍幕僚、ドイツ軍最高司令部などへ間違った認識をしていることに気が付き、熟考したのち最終的には終身刑を支持した。シャハトらの無罪には終始一貫して反対した。また、ポーランド侵攻後のソ連によるポーランド人捕虜虐殺事件であるカティンの森事件をドイツの仕業と主張し続けた。
1967年4月22日にロシア・ソビエト連邦社会主義共和国のモスクワで死去。